# Isengard
Pour les articles homonymes, voir Isengard (homonymie).
L'Isengard est une forteresse de la Terre du Milieu où se déroulent une partie des événements du roman de J. R. R. Tolkien Le Seigneur des anneaux. Située à un emplacement stratégique, elle est devenue, au moment du récit, la demeure du Mage Saroumane.

## Description
L'Isengard est situé à l'extrémité sud des Monts Brumeux : il est surplombé au nord par le dernier sommet montagneux de la chaîne, le Methedras. Il se situe dans une vallée définie par deux prolongements des Monts Brumeux : Nan Curunír, la Vallée de Saroumane. Le fleuve Isen prend sa source à l'est de l'Isengard. Au sud se trouve la Trouée du Rohan et au nord-est, la forêt de Fangorn.
Le cercle d'Isengard est un vaste anneau de pierre relié à la montagne. En son centre se dresse la tour d'Orthanc, une aiguille de pierre noire indestructible. Karen Wynn Fonstad propose de voir, dans le cercle et l'aiguille, les derniers vestiges d'un ancien volcan.

## Noms
Isengard et Orthanc sont des noms en vieil anglais, qui signifient respectivement « enclos de fer » et « esprit rusé ». Le nom sindarin de l'Isengard est Angrenost, tandis que celui de la tour reste Orthanc, mais avec une autre signification : « mont du croc ».

## Histoire
Les Númenóréens en exil du royaume de Gondor édifient la tour d'Orthanc après leur arrivée en Terre du Milieu pour surveiller la trouée de Rohan. Ils y installent un palantír pour communiquer aisément avec les autres lieux importants de leur royaume.
Au fil des siècles du Troisième Âge, le Gondor s'affaiblit et délaisse peu à peu l'Isengard. Les Dúnedain conservent néanmoins la forteresse lorsqu'ils offrent le Calenardhon aux Rohirrim en 2510. Elle est conquise par les Dunlendings vers 2700 et leur sert de poste avancé dans leurs attaques contre le Rohan. Les Rohirrim finissent par les en chasser au terme du Long Hiver, en 2759. L'Intendant du Gondor Beren remet alors les clefs de la tour d'Orthanc au mage Saroumane.

La Main Blanche, emblème de Saroumane.

Tombé sous la coupe de Sauron en ayant voulu utiliser le palantír, Saroumane fortifie secrètement le cercle d'Isengard, souhaitant rivaliser avec la puissance de Barad-dûr elle-même. Il fait élever des constructions et creuser des fosses destinées à accueillir des orques, des uruks et des wargs, et à fournir en armes les forces qu'il prépare en vue de l'invasion du Rohan.
Durant la guerre de l'Anneau, l'essentiel des armées de l'Isengard (orques et uruks, mais également des Dunlendings) affronte les cavaliers du Rohan aux batailles des gués de l'Isen, au Riddermark, puis à la bataille de Fort-le-Cor. Au même moment, les Ents de Fangorn attaquent la forteresse, détruisent ses portes et inondent entièrement le cercle d'Isengard avec les eaux de l'Isen. Cependant, ils ne peuvent rien face au matériau invulnérable dont est faite Orthanc, et le Mage y reste terré.

## Adaptations
Dans le film Les Deux Tours, on trouve également des balistes, qui lancent des grappins sur les murailles afin d'élever des échelles de siège. La "sorcellerie de Saroumane" est ici, clairement, de la poudre; ingrédient principal des mines, ce sont les Uruk-hai qui portent ces dernières et les font exploser.
Dans l'adaptation cinématographique (en contradiction avec le livre), les Isengardiens, appelés Uruk-haï, sont des hybrides issus de croisement entre des Orques du Mordor et des Gobelins. Au sein de puits, ils naissent dans une sorte de mélasse brunâtre.
Lors d'une scène, Saroumane explique à Lurtz que les Orques descendent d'Elfes, atrocement mutilés et torturés aux temps jadis.
Par rapport aux Orques, les Uruk-hai sont grands et très musclés, ils ont le dos bien droit et sont entièrement dévoués à Saroumane. Certains, comme les berserkers, sont loyaux au point de se faire exploser avec des mines dans l'attaque contre le Gouffre de Helm.
Dans les livres, les Isengardiens sont simplement une désignation des Orques vivant en Isengard. Et les Uruk-hai n'ont pas été engendrés par Saroumane. Sous le règne de l'Intendant Denethor Ier de Gondor, ils étaient déjà présents en Ithilien et accomplirent des raids sur Osgiliath selon les ordres de Sauron. Une légende veut également qu'ils soient le croisement entre gobelins et humains. Saroumane disposait également, si l'on en croit Sylvebarbe dans "Les Deux Tours", de serviteurs humains, ce qui explique la présence d'un « garde-manger » destiné à la consommation d'hommes au sein de l'Isengard. Merry et Pippin le prouvent d'ailleurs lorsque Gandalf, Aragorn, Gimli, Théoden et les autres vainqueurs de la Bataille de Fort-le-Cor arrivent en Isengard après l'attaque des Ents, et que les deux Hobbits doivent expliquer comment ils ont pu trouver de la nourriture comestible sur place.